# Herb Sierakowa
Herb Sierakowa – jeden z symboli miasta Sieraków i gminy Sieraków w postaci herbu.

## Wygląd i symbolika
Herb przedstawia na tarczy o srebrnym polu (czyli heraldycznie białym) czerwoną głowę jelenia ze złotym porożem. 
Symbolika herbu nawiązuje do położenia miasta wśród lasów, w których żyją jelenie.

## Historia
Herb pochodzi z szesnastego stulecia. 1 lipca 2003 rada miasta zatwierdziła wizerunek herbowy w statucie gminy.